# 罗京恩
羅京恩（又譯：羅靜恩，1981年6月4日—），韩国MBC电视台前新聞主播。毕业于延世大学。2004年1月入聘MBC电视台，在《無限挑戰》中有“馬逢春”之称。在该节目中，她展现了非常出色的表现和幽默感，备受观众喜爱。除了在娱乐圈活跃外，罗京恩也在电视台工作期间积累了丰富的新闻和报道经验。她曾报道过众多国内外大事和事件，如2008年北京奥运会和2010年韩国金融危机等。她的出色表现使得她成为了韩国新闻界的重要人物之一。

## 個人生活
2008年7月6日，羅京恩与艺人劉在錫结婚。2009年9月17日新闻报道怀孕，2010年生下一子。兒子出生後羅京恩全職照顧家庭，已甚少在公眾媒體露面。2018年2月19日，有消息指羅京恩懷上了二胎，劉在錫所屬經紀公司「FNC娛樂」迅速證實此事，並透露「目前還是懷孕初期，在健康管理上要多費心」。

## 学历
- 崇德高等學校 毕业
- 延世大学 社會科學學院社會科學 学士
- 延世大学 文學院 英语英文学科 学士